# EIF3I
Tiểu đơn vị I của yếu tố khởi đầu dịch mã sinh vật nhân thực 3 (tiếng Anh: Eukaryotic translation initiation factor 3 subunit I) là protein ở người được mã hóa bởi gen EIF3I.

## Tương tác
EIF3I có khả năng tương tác với TGF beta 1 và EIF3A.